# Абшеронская кольцевая линия
Абшеро́нская кольцевая линия (азерб. Abşeron Dairəvi xətti), прежнее название Бакинская кольцевая линия (азерб. Bakı Dairəvi xətti) — маршрутная линия железнодорожного пассажирского транспорта в Баку с некоторыми (платными) пересадками на метро. Скоростные двухэтажные электропоезда курсируют от Баку до Сумгаита в двух направлениях (Баку — Пиршаги — Сумгайыт — Баку и Баку — Хырдалан — Сумгайыт — Баку), проезжая другие пассажирские станции на Апшеронском полуострове.

## История запуска
В период Азербайджанской ССР между Баку, Сумгаитом и пригородными посёлками существовало железнодорожное сообщение. Однако, с 1985 года дорога не ремонтировалась. В 2015 году завершилась реконструкция кольцевой железнодорожной линии Баку — Баладжары — Сумгаит протяжённостью 42 км, в 2019 — линии Баку — Сабунчи, линии Сабунчи — Пиршаги. В 2020 году завершилась реконструкция участка Пиршаги — Горадил — Новханы — Сумгаит.
В сторону Сумгаита поезда начали курсировать после завершения реконструкции железнодорожной линии Баку — Сумгаит — Баку в 2015 году. Была реконструирована линия Баку — Сабунчи протяжённостью 13.5 км. Открытие линии состоялось 21 мая 2019 года. В течение первой недели со дня открытия линии Баку — Сабунчи проезд по БКЛ был бесплатным для всех пассажиров. 19 ноября 2019, после работ по реконструкции, проведённых на участке Сабунчи — Пиршаги, состоялось открытие станции Пиршаги. 18 марта 2020 года открыт после реконструкции участок Пиршаги — Горадил — Новханы — Сумгаит. Соответственно, кольцевая линия была полностью сдана в эксплуатацию.

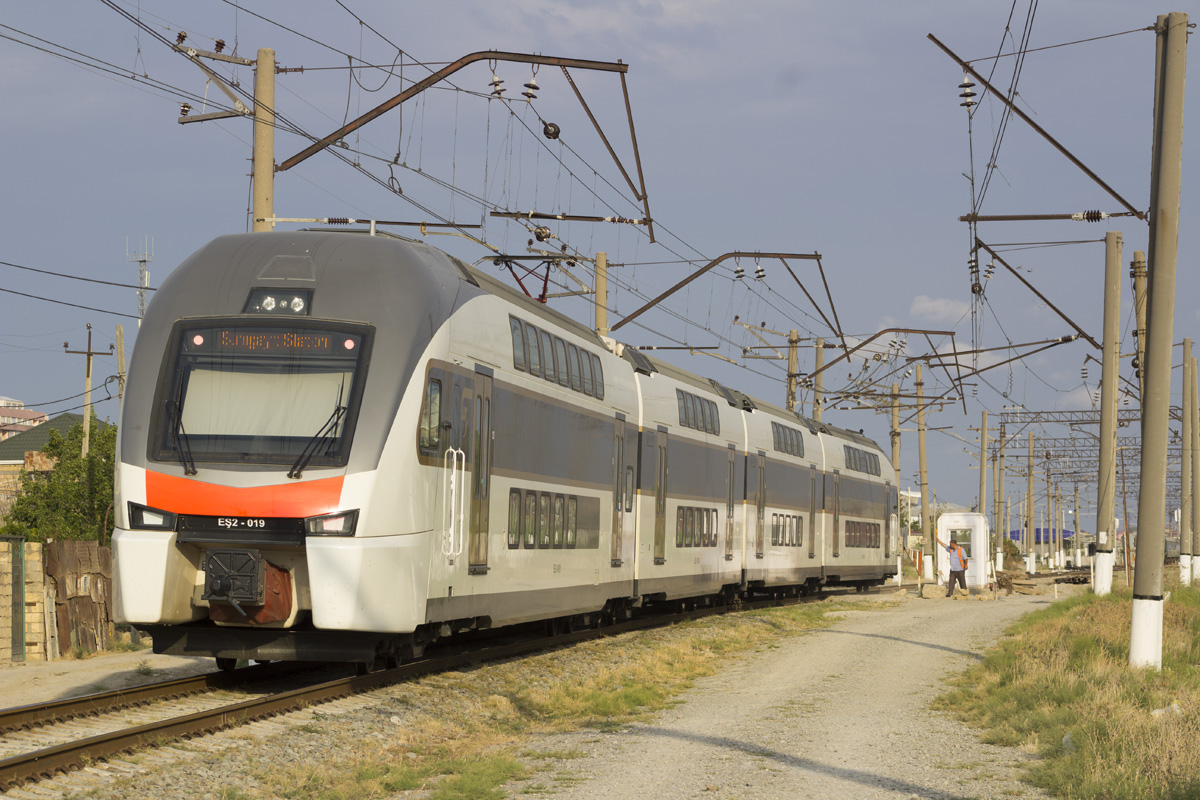
Электропоезд ЭШ2-019 прибывает на станцию Сумгаит

После ремонта железной дороги Гюздек — Сахиль БКЛ должна работать как наземное метро.
3 июня 2015 года была открыта Сумгаитская линия. 12 сентября 2015 года первый электропоезд отправился из Баку в Сумгаит. 21 мая 2019 было открыто здания железнодорожного вокзала Сабунчи и одноимённой линии. 19 ноября 2019 после реконструкции участка Сабунчи — Пиршаги состоялось открытие станции Пиршаги. 18 марта 2020 года открыт участок Пиршаги — Горадил — Новханы — Сумгаит, после чего кольцевая дорога была полностью введена в эксплуатацию.

## Маршруты
В будни по линии Баку — Пиршаги — Сумгайыт — Баку курсирует 20 поездов, в субботу — 36, в воскресенье — 28.
По линии Баку — Хырдалан — Сумгайыт — Баку в будни курсирует 10 поездов, в субботу —16, в воскресенье — 15.
Ежедневный пассажиропоток на март 2025 года составляет 37 000 / 38 000 человек.
Расчётная пропускная способность — от 30 до 35 тысяч пассажиров в сутки. Средняя скорость поезда составляет 63 км/ч.

## Оплата проезда
Стоимость проезда зависит от расстояния. Проезд сторону Сумгаита в вагоне бизнес-класса составляет 1,6 манат, эконом-класса — 1 манат. В сторону Пиршаги проезд стоит 0.7 маната. В случае, если не имеется пластиковая карта, в кассах и автоматах продаются билеты (отменены с 1 июля 2023 года) и контролируются при входе и выходе турникетами.  По сравнению с другими странами СНГ (в том числе в России), стоимость проезда на БКЛ гораздо ниже даже при больших расстояниях. 
C конца 2021 года внедрена система безналичной оплаты проезда. В связи с высоким пассажиропотоком с 1 июля 2023 года поезда на БКЛ не разделяются на классы, а вагоны бизнес-класса доступны для всех пассажиров.

## Режим движения
На 2019 год на линии Баку — Сумгаит с промежуточными станциями Баладжары и Хырдалан курсировало пятнадцать пар поездов в сутки. Номера рейсов имеют 6001—6030: поезда чётных рейсов отправляются из Сумгаита, поезда нечётных рейсов — из Баку. При этом пары рейсов 6001—6006, 6010, 6013, 6017, 6019, 6022-6026 и 6030 курсируют только по рабочим дням. Электропоезда из Баку отправляются в 07:50, 08:15, 09:00, 15:00, 16:00, 17:00, 17:30, 18:05, 18:20, 18:35, 18:55, 19:10, 19:40, 20:30 и 21:40; из Сумгаита — в 06:55, 07:17, 07:32, 07:50, 08:00, 08:40, 09:05, 09:50, 15:50, 17:00, 17:50, 18:22, 18:50, 19:40 и 20:45. Расписание электричек меняется в зависимости от факта проведения ремонтных работ либо массовых мероприятий (например, расписание было изменено на время Европейских игр 2015 года). С 3 февраля 2020 года на линии Баку — Пиршаги с промежуточными станциями Кешля, Кёроглу, Бакиханов, Сабунчи, Забрат-1, Забрат-2 и Маммедли курсирует пятнадцать пар поездов в сутки. Номера рейсов имеют 6031—6060: поезда чётных рейсов отправляются из Пиршаги, поезда нечётных рейсов — из Баку. Пары рейсов 6032, 6034, 6042, 6046, 6050, 6054, 6058 и 6060 курсируют только по рабочим дням.

## Подвижной состав
Изначально на линии планировалось использовать модернизированные электропоезда серии ЭР2. В начале 2015 года швейцарская компания Stadler предложила руководству Азербайджанских железных дорог (АЖД) двухэтажные электропоезда серии «ЭШ2», произведённые для России. Связано это было с тем, что после повышения курса евро по отношению к рублю московская компания «Аэроэкспресс», заказавшая эти поезда, отказалась от приобретения их части, и производитель был вынужден искать нового заказчика среди операторов железных дорог колеи 1520 мм с электрификацией постоянным током напряжения 3 кВ. 13 мая 2015 года в Баку между АЖД и компанией «Stadler» был заключён контракт на поставку пяти четырёхвагонных электропоездов «ЭШ2» стоимостью около 70 миллионов евро (14 миллионов евро за поезд). В связи с этим первые два поезда белорусского производства с номерами 003 и 009, изначально предназначавшиеся для «Аэроэкспресс» и окрашенные в красно-бордовый цвет, в мае были перекрашены в новую расцветку и отправлены в Азербайджан.

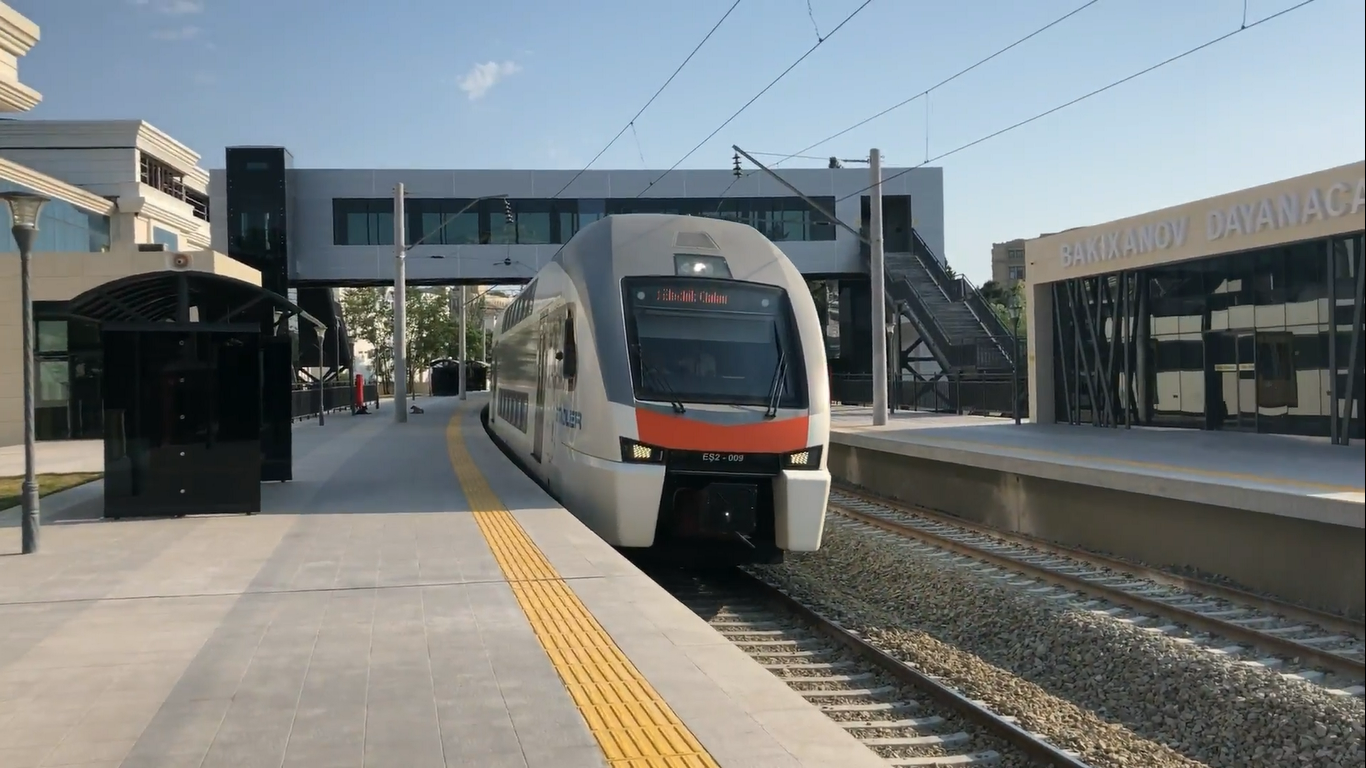
Электропоезд ЭШ2-009 на подъезде к станции Бакиханов

В качестве подвижного состава по состоянию на конец 2019 года использовались девять двухэтажных электропоездов серии ЭШ2 с номерами 003, 008, 009, 015—020, разработанных компанией Stadler Rail Group и произведённых на Белорусском заводе «Stadler» в Минске. Поезда имеют белую окраску с чёрной горизонтальной полосой по бокам между рядами окон и серыми полосами в зоне окон. Двери и окантовка чёрной полосы имеют тёмно-золотистый цвет.
Пассажировместимость четырёхвагонного поезда составляет 919 человек при 396 посадочных местах. Один из головных вагонов имеет 84 места бизнес-класса и 4 места стандартного класса, другой — 120 мест стандартного класса (включая 8 откидных) и спинки для инвалидов с рампой для подъёма/спуска инвалидных колясок на первый этаж. Промежуточные моторные вагоны имеют по 94 места стандартного класса. Основная часть сидений расположена на первом и втором этажах электропоезда, небольшая часть (по 4 или 8 на вагон) — в тамбурных зонах, расположенных между основными этажами с выходом на высокие платформы.
Для удобства пассажиров вагоны снабжены системой кондиционирования, электрическими розетками, солнцезащитными шторками. Присутствует Wi-Fi точка доступа в Интернет.
С 1 апреля 2025 года на линии Баку — Хырдалан — Баку запущен поезд Stadler FLIRT. Поезд одноэтажный. Состоит из 5 вагонов. Вместимость поезда — до 550 чел. Максимальная скорость — 125 км/ч, средняя скорость — 85 км/ч. Поезд выполняет 10 рейсов в день. От Баку до Хырдалана поездка занимает 21 минуту, обратно — 22 минуты.